# Aneroesto
Aneroesto talvolta anche Aneroeste, in greco Ἀνηροέστος o Ἀνηροέστης (... – Campo Regio, 225 a.C.) è stato un re gallico, al tempo della conquista romana.

## Biografia
Aneroesto  fu con Concolitano uno dei due re dei Gesati, gruppo di Galli mercenari stanziati poco oltre le Alpi, sulle rive del Rodano. I Galli Boi e gli Insubri convinsero i Gesati a muovere guerra a Roma e, di conseguenza, nel 225 a.C. Aneroesto e Concolitano scesero in Italia. Riuscirono a sconfiggere i Romani presso Fiesole, ma durante il ripiegamento verso le loro basi furono intercettati dal console Gaio Atilio Regolo, che era stato richiamato dalla Corsica. Ne seguì una ferocissima battaglia che vide la decisiva vittoria dei Romani. Aneroesto si suicidò per non cadere nelle mani nemiche.